# Succès Masra
Succès Masra (en árabe: سوكسيه ماسرا; nacido el 30 de agosto de 1983) es un economista y político chadiano que se desempeñó como Primer ministro de Chad desde el 1 de enero hasta el 22 de mayo de 2024. Después de haber trabajado anteriormente para el Banco Africano de Desarrollo, en 2018 fundó Les Transformateurs, un partido político que pasó a formar parte de la oposición contra el expresidente Idriss Déby, y tras la muerte de Déby en 2021, el Consejo Militar de Transición.

## Biografía
Masra nació en Chad el 30 de agosto de 1983 y se educó en Chad, Camerún y Francia. Después de estudiar economía, Masra comenzó a trabajar para el Banco Africano de Desarrollo, convirtiéndose en su economista jefe antes de renunciar en 2018 para comenzar su carrera política.

### Trayectoria política
En 2018 fundó Les Transformateurs, un partido político socialdemócrata que se convirtió en parte de la oposición contra el expresidente de Chad, Idriss Déby y, tras la muerte de Déby en 2021, del Consejo Militar de Transición. Masra vivió en el exilio en los Estados Unidos desde las protestas chadianas de 2022, aunque en 2023 declaró su intención de regresar antes del referéndum constitucional de ese año. 

#### Exilio
En octubre de 2022, estallaron protestas en todo Chad después de que Déby anunciara públicamente su intención de prorrogar su mandato dos años más, en lugar de transferir el poder a un gobierno civil como había prometido originalmente. La violenta respuesta del TMC a las protestas provocó la muerte de al menos 50 manifestantes; Masra estimó la cifra en al menos 70, con más de mil torturados o heridos. Tras las protestas, Masra se escondió y posteriormente huyó a Camerún antes de establecerse en Estados Unidos.

#### Regreso a Chad
El 1 de enero de 2024, fue nombrado Primer ministro de Chad. El 3 de marzo de 2024, anunció su candidatura a las elecciones presidenciales del 6 de mayo de 2024.

#### Elecciones presidenciales de 2024
El 9 de mayo, el presidente del Consejo Militar de Transición, Mahamat Déby, fue declarado ganador de las elecciones de 2024 por la Agencia Nacional de Gestión Electoral (ANGE). Según ANGE, Déby obtuvo el 61,3% de los votos, mientras que Masra obtuvo el 18,53%. Justo antes del anuncio, Masra se adjudicó la victoria en Facebook, afirmando que había obtenido una "victoria rotunda". Los resultados de las elecciones se anunciaron dos semanas antes de lo esperado.
El 22 de mayo de 2024, Masra presentó su renuncia como Primer Ministro, así como la del gobierno de transición.

#### Encarcelamiento
El 16 de mayo de 2025, Masra fue arrestado por supuesta incitación al odio y la violencia en redes sociales, tras la muerte de 35 personas en enfrentamientos en el sur del país, cerca de la frontera con Camerún. El 23 de junio de 2025, Succès Masra anunció que iniciaría una huelga de hambre para protestar por su detención.